# Parc Nacional d'Amami Guntō
El Parc Nacional d'Amami Guntō (奄美群島国立公園, Amami Guntō Kokuritsu Kōen) és un parc nacional situat a la prefectura de Kagoshima (Japó). Fou creat el 2017 i té una superfície terrestre de 42.181 ha i una superfície marina de 33.082 ha. Abasta part de les illes de: Tokunoshima, Kikaijima, Amami Ōshima, Yoronjiima, Okinoerabujima, Ukjima, Kakeromajima i Yoroshima.